# Gardelegi
Gardelegi/Gardélegui és un poble i concejo pertanyent al municipi de Vitòria. Tenia 69 habitants en (2007). Forma part de la Zona Rural Sud-oest de Vitòria. Es troba a 572 msnm a la dreta del rierol Zapardiel, un petit afluent del riu Zadorra. Se situa a 3,5 km al sud de Vitòria, al costat de la carretera A-2124 que comunica Vitòria amb el Comtat de Treviño a través del Port de Vitòria i del vessant nord de les Muntanyes de Vitòria. A 1,5 kilòmetres del seu terme se situa l'abocador municipal de Vitòria, conegut com a Abocador de Gardelegi.
Encara que no forma part de l'entramat urbà de Vitòria entra dins dels plans d'expansió de la ciutat amb la construcció de 2.210 habitatges entre els pobles de Gardelegi i Aretxabaleta, que canviaran completament la fisonomia d'ambdues localitats.

## Història
El poble és esmentat per primer cop el 1025 en el Cartulari de San Millán amb el nom de Gardellihi. Va ser incorporada a la jurisdicció de la vila de Vitòria en 1258, cedida pel rei Alfons X el Savi, per la qual cosa és un dels llogarets vells de Vitòria. Al llarg de la seva història s'ha anomenat també Gardeley o Gardeligui.

## Etimologia
Es creu que el seu nom significa Casa de Gardele, ja que -egi és un sufix que en basc significa casa de i sol aparèixer unit habitualment a noms propis. Gardele és un nom basc que es troba registrat en documents navarresos de l'edat mitjana.